# Шарлът ФК
Шарлът ФК (на английски: Charlotte FC) е американски футболен отбор от Шарлът, Северна Каролина. Клубът е създаден на 17 декември 2019 година, а негов собственик е милионерът Дейвид Тепър. От 2022 година започва да играе в Източната конференция на Мейджър Лийг Сокър. Отборът играе мачовете си на Банк ъф Америка Стейдиъм, който дели заедно с отбора по американски футбол Каролина Пантърс.
В Шарлът съществуват футболни отбори в по-ниските дивизии още от 80-те години на XX век, а градът е сред първите заинтересовани от участие в Мейджър Лийг Сокър още от началото и през 1994 година, но градът не получава франчайз. През 1996 и 1998 също е смятан за подходящ дом на бъдещ нов отбор, но нещата отново не се случват. През 2014 година е създаден друг професионален отбор – Шарлът Индипендънс, но е приет да играе в Юнайтед Сокър Лийг вместо МЛС.